# Liste des ponts de Florence

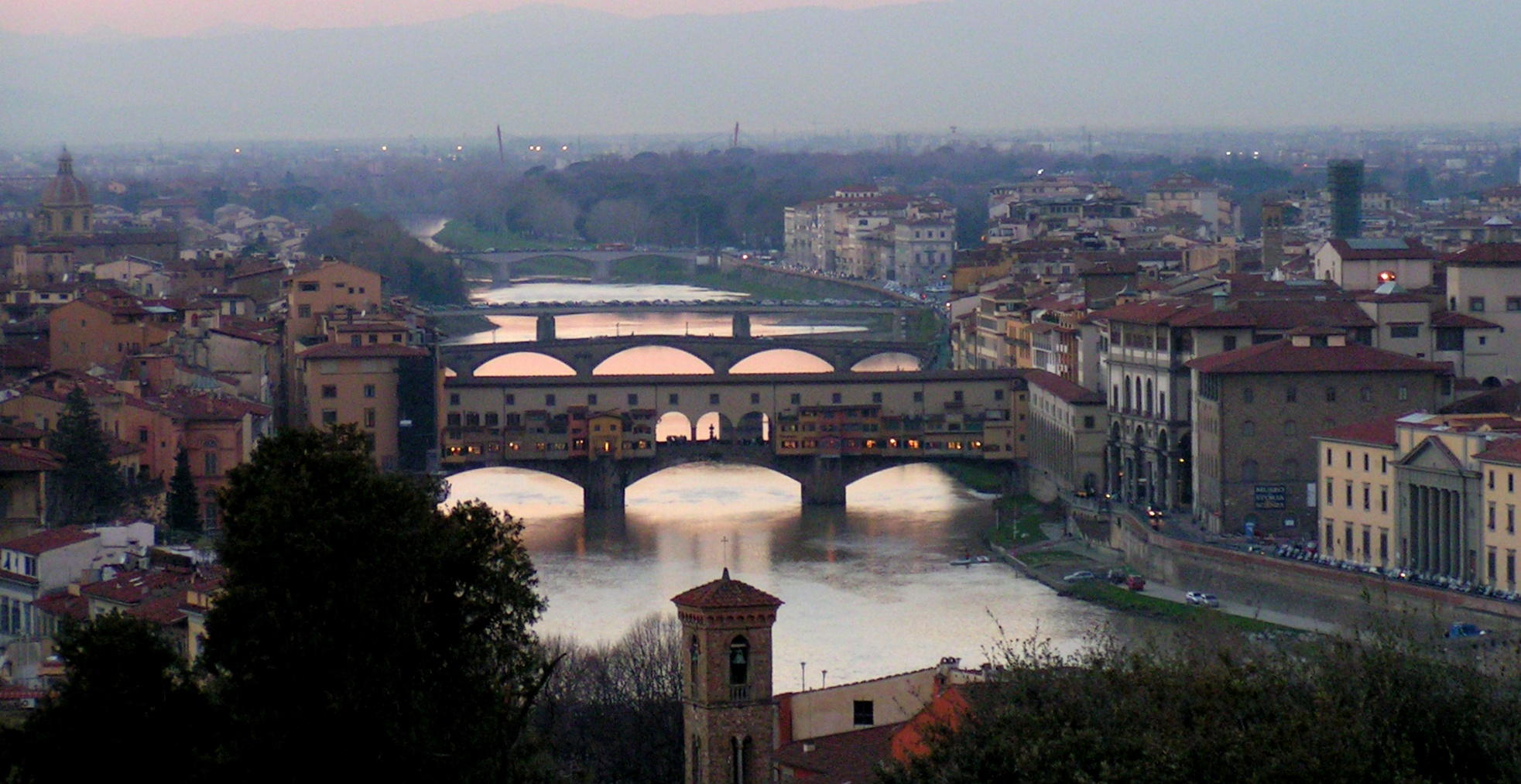
Vue de cinq ponts de Florence à partir du Ponte Vecchio.

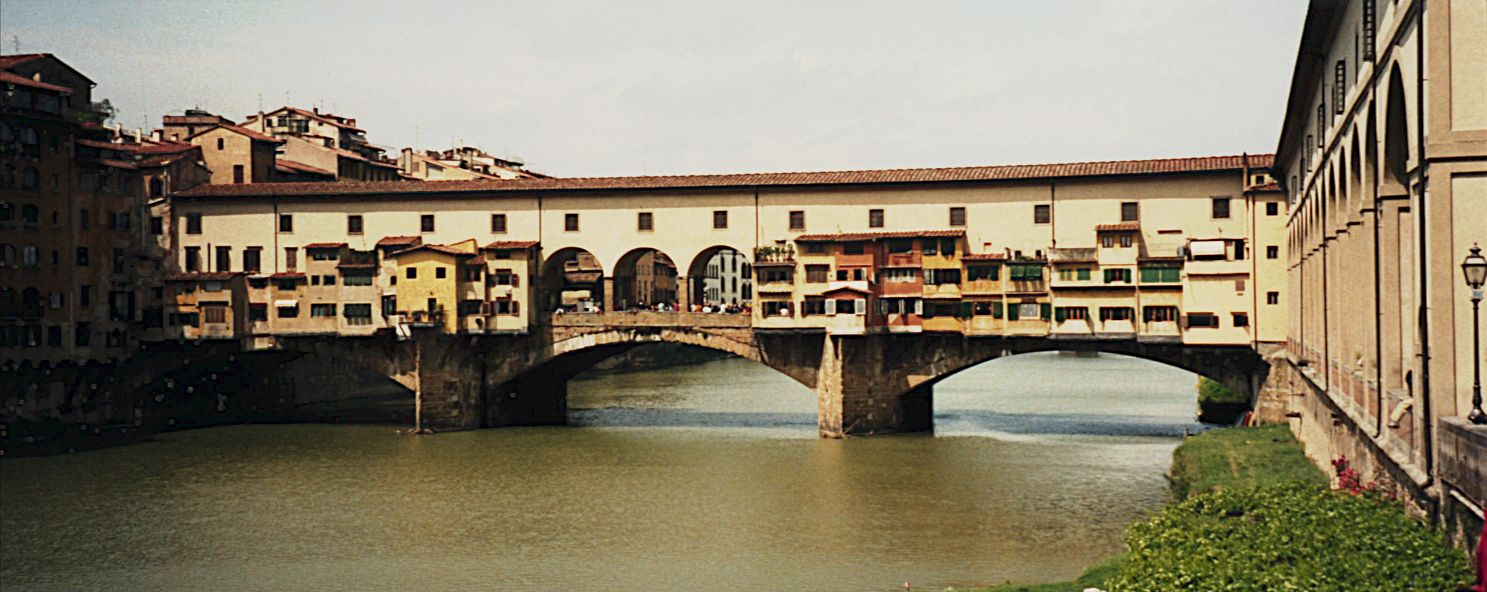
Ponte Vecchio, Florence

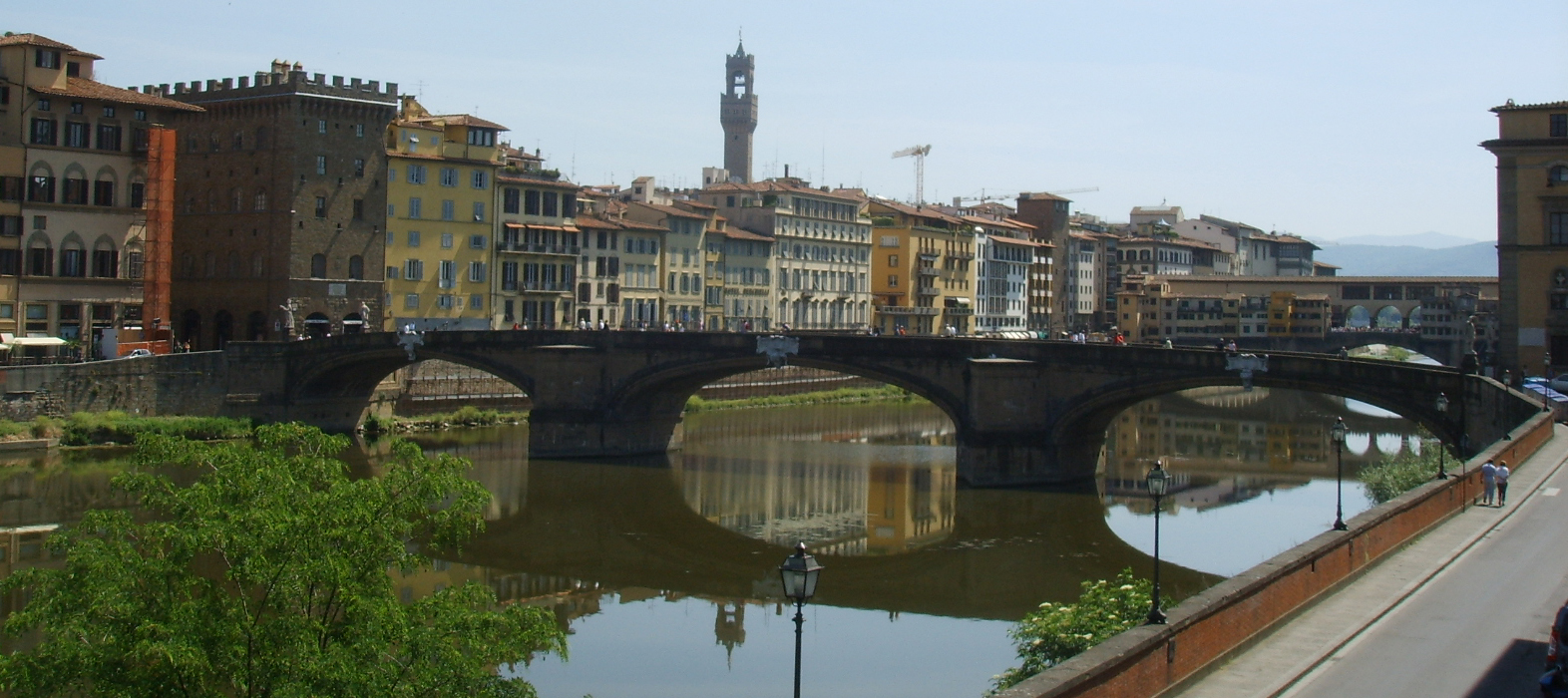
Pont Santa Trinita

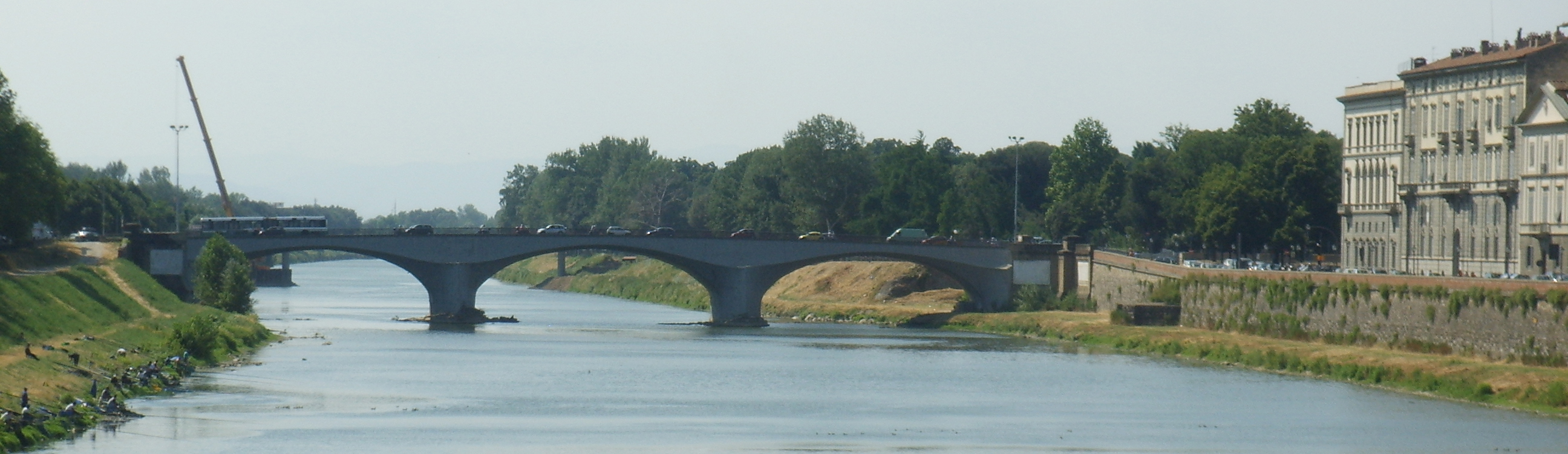
Pont de la Victoire

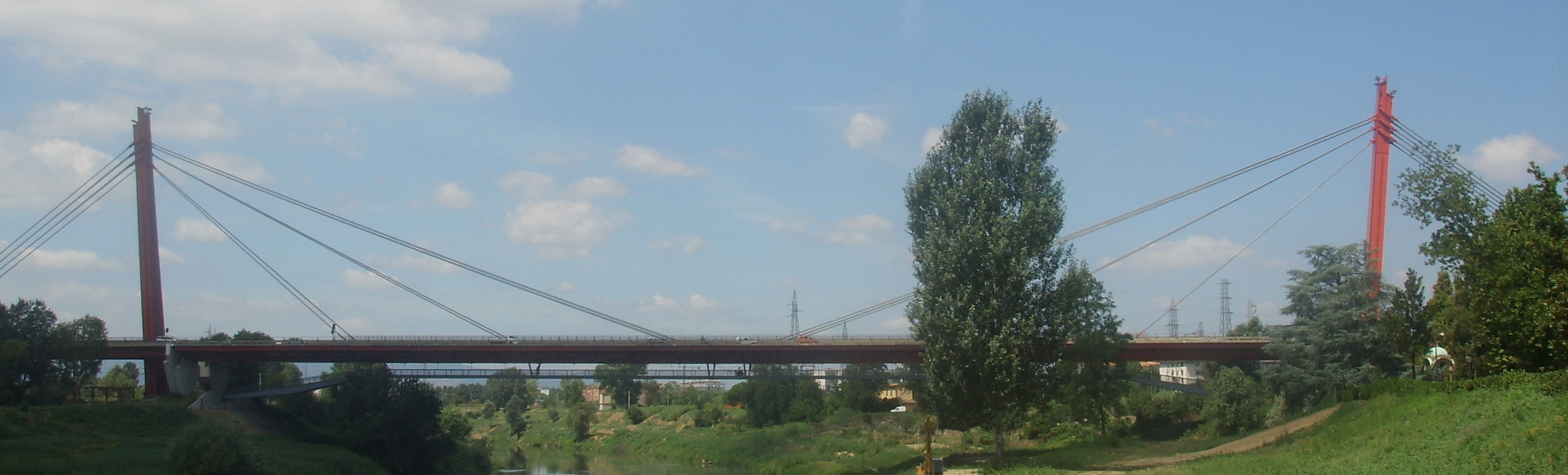
Pont de l'Indien

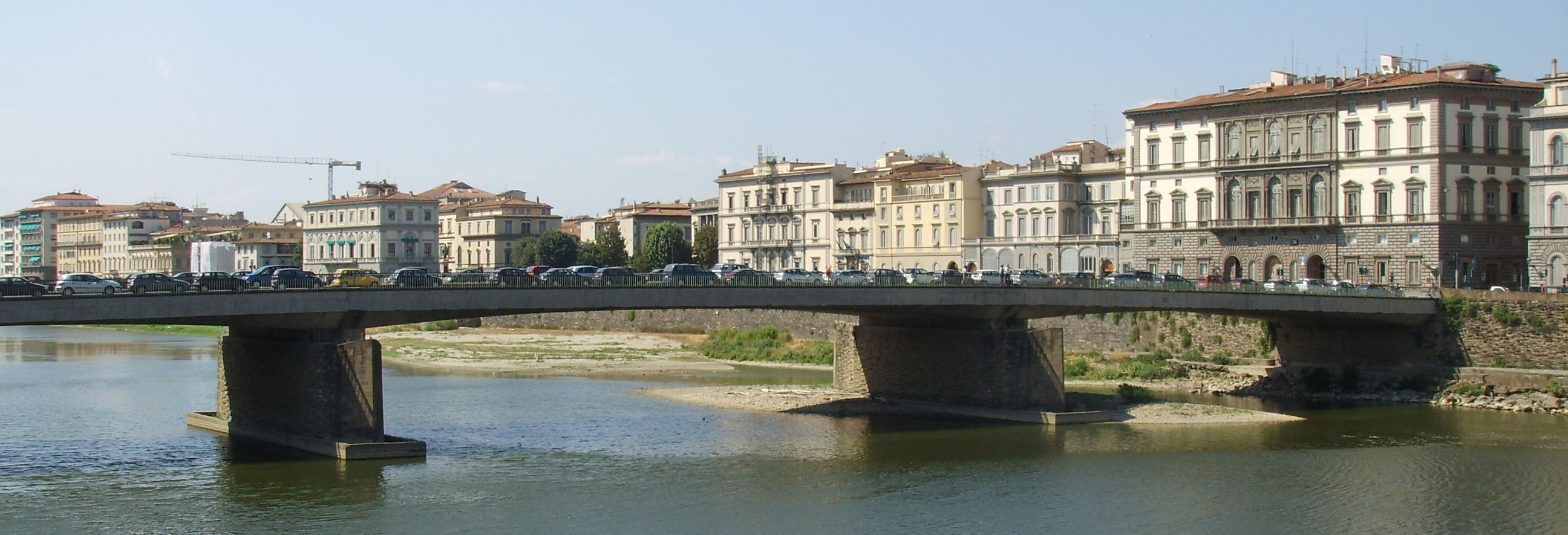
Pont Amerigo Vespucci

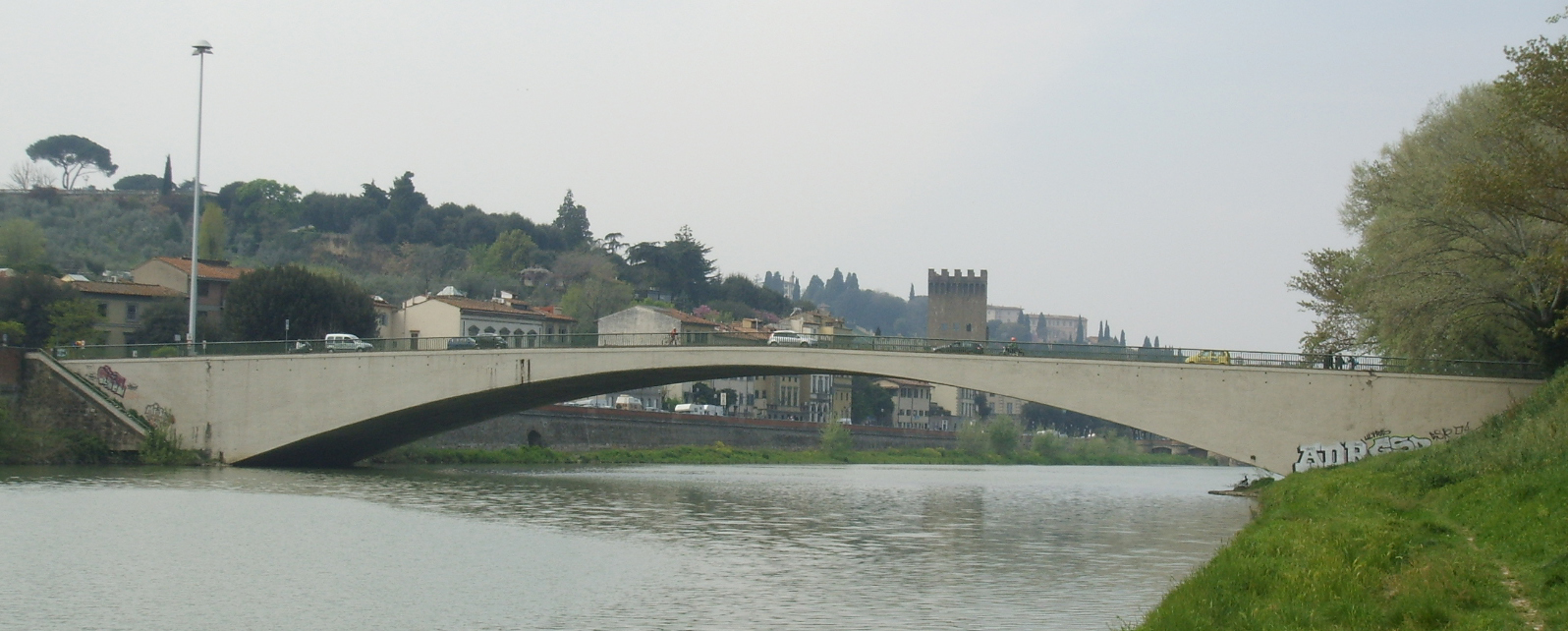
Pont San Niccolò

De tous les ponts de Florence, seul le Ponte Vecchio a échappé aux destructions  de la Seconde Guerre mondiale en août 1944 dans la ville de Florence effectuées par les troupes  allemandes lors de leur retraite face à l'avancée des Alliés  et à leurs troupes blindés (dont la largeur des véhicules était supérieure à celle du tablier du Ponte Vecchio) pour leur traversée du fleuve Arno.
Les autres ponts ont tous été reconstruits depuis, plus ou moins à l'identique. De nouveaux ont complété l'ensemble.

## Les ponts en amont de la ville
Ponte di Varlungo
Il raccorde la route provinciale  127 et l'autoroute de Florence-sud. Il est de facture moderne, d'une longueur de 375 m, d'une hauteur maximale de 18 m, avec une travée de 127 m.
Ponte Giovanni da Verrazzano
Construit dans les années 1960, il est proche du  Pont San Niccolò, il réunit les quartiers de Gavinana et del Campo di Martepar le lungarno Cristoforo Colombo et la Place de Ravenne.
Ponte di San Niccolò
Le premier pont suspendu initialement dédié  à San Fernando, construit par la maison Seguin entre 1836 et 1837, il a été restructuré en 1890 pou permettre le passage du tramway, puis fermé en 1939. Après la Seconde Guerre mondiale et reconstruit dans son état actuel après le pont provisoire des Alliés, en 1949, sur les plans de R. Moranti.

## Ponte alle Grazie
Troisième pont réalisé dans Florence intra-muros  datant de 1237, entièrement en pierre, avec 9 arcades, il est le pont construit à l'endroit le plus large du fleuve. Il était nommé alors le Ponte a Rubaconte. Il subit les inondations de 1333, et en 1347, deux de ses arches furent démolies pour  agrandir la piazza dei Mozzi. Sur ses piliers  se levèrent, à partir de 1292, de nombreuses chapelles, romitori et boutiques, parmi lesquelles une Madonna dite à Santa Maria alle Grazie  (fin XIIIe - début  XIVe siècle), qui donna au pont son nom actuel. Ces édifices furent démolis  en 1876 pour permettre le passage du tramway. Détruit  en 1944, il fut reconstruit l'année suivante (et complété en 1954) à la suite d'un concours remporté par les architectes Giovanni Michelucci, Edoardo Detti, Riccardo Gizdulich et Danilo Santi et  l'ingénieur Piero Melucci du Gruppo Toscano.

## Ponte Vecchio
Le Ponte Vecchio  est un des symboles de la ville de Florence. Il traverse l’Arno dans son point le plus étroit. La première construction en bois remonte à l'époque romaine. Détruit en 1333 par le fleuve, il fut reconstruit en pierre en 1345. Sa particularité réside dans le fait qu’il possède des boutiques (principalement des bijouteries) sur tout son long. Le Corridor de Vasari surplombe une des 2 rangées de boutiques et permettait aux Médicis de rejoindre le Palais Pitti depuis le Palazzo Vecchio et les Offices sans les dangers de la rue.

## Ponte Santa Trinita
Le  Pont Santa Trinita est le premier pont en aval du Ponte Vecchio ; il relie la piazza Santa Trinita à la piazza de' Frescobaldi, avec un palais à chacune de ses extrémités : le Palazzo Spini Feroni au nord et le Palazzo della Missione au sud.

## Ponte alla Carraia
Pont construit en bois en 1218, le Ponte nuovo, détruit par les inondations de 1269, a été reconstruit ensuite sur des piliers en pierre avec un tablier en bois. Détruit de nouveau en 1333, il est reconstruit entièrement en pierre avec une chapelle à chacune de ses  extrémités. Cosme de Médicis le fait élargir et renforcer par son architecte Bartolomeo Ammannati après avoir évité les dommages des inondations de 1557. En 1867 deux trottoirs élevés sont rajoutés. Après sa destruction  en 1944 il a été reconstitué sur le projet de E. Fagioli entre 1948 et 1952 avec sa courbe actuelle qui le fait surnommé « le pont bossu ». Son nom officiel rappelle la possibilité qu'il offre de le parcourir avec des chariots.

## Ponte Amerigo Vespucci
Un premier pont (de Melegnano) destiné à desservir le quartier de San Frediano fut installé en 1949, avec les matériaux récupérés sur les ponts suspendus démolis par les troupes allemandes.
Un concours se déroula entre 1952 et 1954 pour la construction d'un nouveau pont, qui a été réalisé entre 1955 et 1957 sur le projet des architectes G.GG.Gori, E.Gori et E.Nelli et de l'ingénieur R. Morandi.

## Ponte alla Vittoria
Commandé à la maison Seguin par le grand-duc Léopold II, c'était un pont suspendu  construit en 1836. Écroulé en 1925, il a été remplacé par un pont maçonné  détruit par les troupes allemandes pendant la retraite de 1944, enfin reconstitué en 1946, il a pris son nom actuel.

## Ponte all'Indiano
Le Pont à l'Indien (ou de l'indien Ponte dell'Indiano ou encore Viadotto, viaduc) est un des plus récents des ponts de Florence, qui unit les quartiers de Peretola et de l'Isolotto par une voie de circulation rapide qui traverse le fleuve Arno.
Son nom provient d'un monument proche dédié au maharadjah de Kalipour mort en 1870 lors de son passage à Florence et incinéré.

## Passerelle et pont autoroutier
Passerella dell'Isolotto
Dite aussi des Cascine (fermes), elle réunit le quartier de l'Isolotto (Lungarno dei Pioppi) au parc des Cascine (Piazzale Kennedy). Elle fut réalisée en 1962 sur les projets des ingénieurs Carlo Damerini et Vittorio Scalesse. Elle accueille les piétons et les scooters (surtout le matin)  dès l'ouverture du grand marché des Cascine (grand marché des Fermes).
Ponte dell'autostrada A1
Il date des années 1960 et 1961 sur un projet de la Società Autostrade S.p.A..
En béton armé, et d'une longueur de 180 mètres, d'une hauteur maximale de 20 mètres, il comporte 5 travées sur 32,20 mètres de large.

## Liste des ponts de l'amont vers l'aval
1. Ponte di Varlungo
2. Ponte Giovanni da Verrazzano
3. Ponte di San Niccolò
4. Ponte alle Grazie
5. Ponte Vecchio
6. Ponte Santa Trinita
7. Ponte alla Carraia
8. Ponte Amerigo Vespucci
9. Ponte alla Vittoria
10. Passerella dell'Isolotto
11. Ponte all'Indiano
12. Ponte dell'autostrada A1

## Sources
- (it) Cet article est partiellement ou en totalité issu de l’article de Wikipédia en italien intitulé « Ponti di Firenze » (voir la liste des auteurs).